# İstanbul Başakşehir F.K.
İstanbul Başakşehir Futbol Kulübü (phát âm tiếng Thổ Nhĩ Kỳ: [isˈtɑnbuɫ bɑʃɑkʃeˈhiɾ futˈboɫ kulyˈby]) là một câu lạc bộ bóng đá chuyên nghiệp Thổ Nhĩ Kỳ có trụ sở ở quận Başakşehir của Istanbul. Câu lạc bộ được biết đến với tên gọi İstanbul Başakşehir hoặc, vì lý do tài trợ, Medipol Başakşehir (phát âm tiếng Thổ Nhĩ Kỳ: [mediˈpoɫ bɑʃɑkʃeˈhiɾ]). Câu lạc bộ được thành lập vào năm 1990 với tên gọi İstanbul Büyükşehir Belediyespor. Họ có lần đầu tiên lên chơi ở hạng đấu cao nhất của bóng đá Thổ Nhĩ Kỳ vào mùa giải 2007–08. Họ chơi các trận đấu sân nhà của họ tại sân vận động Fatih Terim ở Istanbul.
Câu lạc bộ là một trong năm đội bóng Süper Lig có trụ sở ở Istanbul, cùng với Fenerbahçe, Galatasaray, Beşiktaş và Kasımpaşa. Ở mùa giải 2016–17, họ tham dự Süper Lig, Turkish Cup và UEFA Europa League. Ở mùa giải 2017–18, họ đã đi đến vòng play-off của vòng loại UEFA Champions League.

## Danh hiệu

### Giải quốc nội
- Süper Lig
  - Vô địch (1): 2019–20
  - Á quân: 2016–17, 2018–19
- 1. Lig
  - Vô địch (1): 2013–14
- 2. Lig
  - Vô địch (1): 1992–93, 1996–97

### Cúp
- Turkish Cup
  - Á quân: 2010–11, 2016–17
- Turkish Super Cup
  - Á quân: 2020